# Ayi Kwei Armah
Ayi Kwei Armah (né le 28 octobre 1939) est un écrivain ghanéen, connu pour ses romans L'âge d'or n'est pas pour demain (1968), Two Thousand Seasons (1973) et The Healers (1979). Son œuvre compte aussi des essais, de la poésie, des nouvelles et des livres pour enfants. Son œuvre, volontiers sombre et polémique, dénonce la corruption morale et politique encouragée par le néocolonialisme et le matérialisme. Dans une perspective panafricaine, elle appelle à une renaissance du continent renouant avec des valeurs ancestrales, inspirées notamment par l'Égypte antique. Il est également le fondateur de la maison d'édition Per Ankh, basée à Popenguine, au Sénégal. 

## Biographie

### Jeunesse et éducation
Ayi Kwei Armah est né dans la ville portuaire de Sekondi-Takoradi au Ghana, de parents locuteurs du fanti, descendant du côté paternel d'une famille royale du peuple Ga. De 1953 à 1958, Armah fréquente le Prince of Wales College (aujourd'hui dénommé l'Achimota School) et obtient une bourse d’études aux États-Unis, où il séjourne entre 1959 et 1963

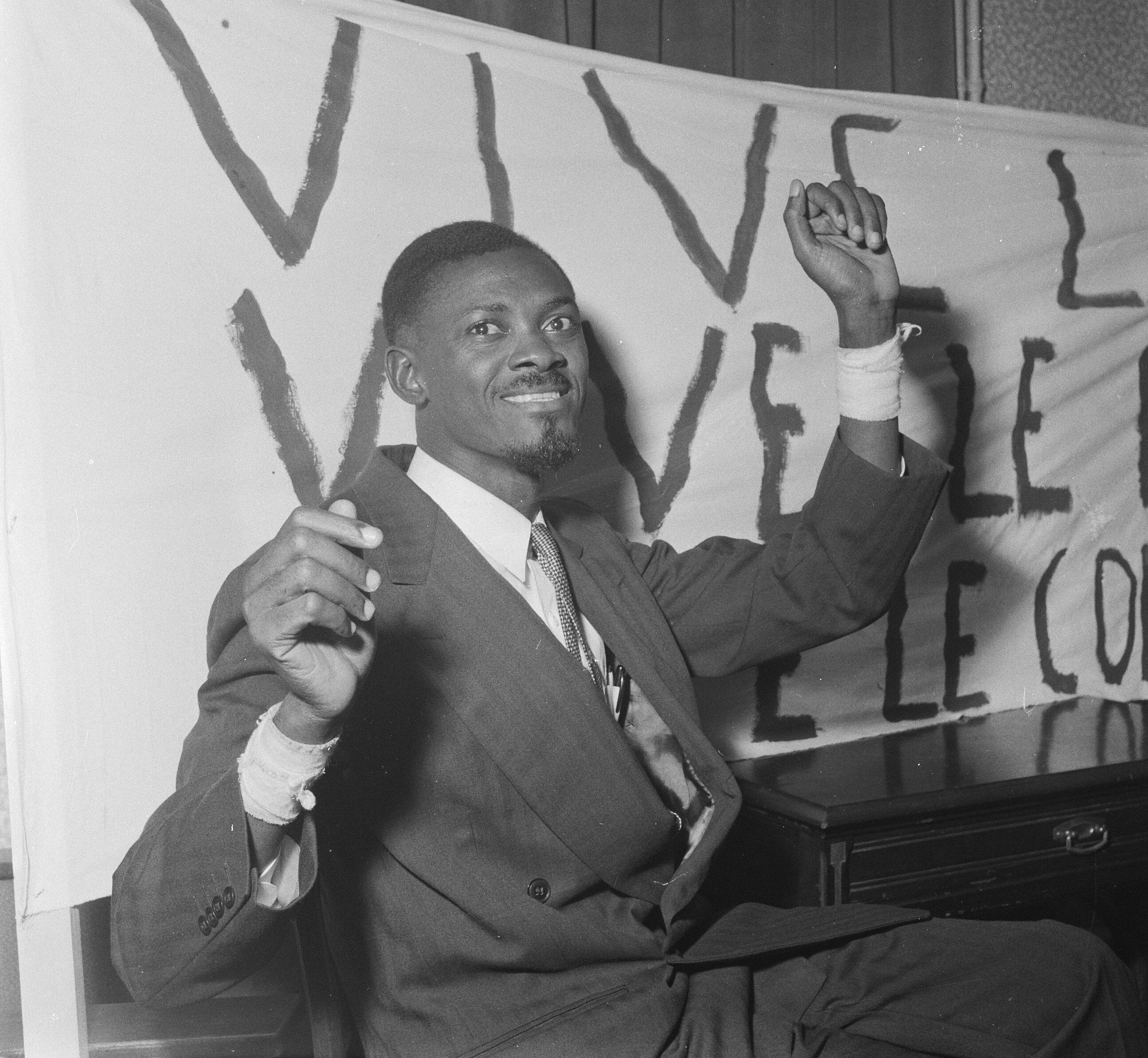
Patrice Lumumba en 1961. La mort du leader congolais convainc Ayi Kwei Armah de s'engager dans la voie révolutionnaire. Il rejoint l'Algérie en 1963, après une tentative infructueuse pour aller à Cuba.

Il entre ensuite à Groton School dans la ville éponyme, dans le Massachusetts, et après avoir obtenu son diplôme, il suit les cours à l'université Harvard, où il obtient un diplôme en sociologie. Puis il déménage en Algérie et contribue comme traducteur pour l'hebdomadaire Révolution Africaine, l'organe du FLN. En 1964, il retourne au Ghana, où il  travaille comme scénariste pour la télévision ghanéenne avant d'enseigner l'anglais à la Navrongo Secondary School.

### Parcours professionnel
Entre 1967 et 1968, il est rédacteur en chef du magazine Jeune Afrique à Paris. De 1968 à 1970, Armah étudie à l’université Columbia, où il obtient un diplôme en création littéraire (un Master of Fine Arts). Dans les années 1970, il enseigne au College of National Education de Chang’ombe, en Tanzanie, et à l'université nationale du Lesotho.
Il continue son métier d'enseignant à l'université du Massachusetts à Amherst, à l'université Cornell et à l'université du Wisconsin à Madison, avant de s'installer à Dakar dans les années 1980.
Dans le village de Popenguine, à environ 70 km de Dakar, il fonde sa propre maison d'édition, Per Ankh, qui publie, entre autres auteurs comme Ayesha Harruna Attah, ses propres livres.

## Œuvre

### Des débuts littéraires entre engagement et désillusions
Commençant sa carrière d'écrivain dans les années 1960, Armah publie des poèmes et des nouvelles dans le magazine ghanéen Okyeame et dans les périodiques américains Harper's, The Atlantic Monthly et New African.
Publié en 1968, son premier roman L'âge d'or n'est pas pour demain, raconte l'histoire d'un homme sans nom qui lutte pour se réconcilier avec la réalité du Ghana après l'indépendance. Réputé pessimiste, le récit dresse un réquisitoire contre une société corrompue et paralysée après le coup d'État de 1966 qui provoqua la chute de Kwame Nkrumah.
Dans Fragments, sorti 1970, le protagoniste, Baako, est un « been-to » - un homme qui est allé aux États-Unis et y a fait ses études. De retour au Ghana, considéré comme un intermédiaire avec le style de vie occidental, déchiré entre les attentes de sa famille et les valeurs ancestrales incarnées par sa grand-mère Naana, il constate avec amertume l'essor du matérialisme et la décadence morale qu'il constate autour de lui. 
Why Are We So Blest ?, édité en 1972, se passe principalement dans un pays nouvellement indépendant, qui, sans être nommé, se réfère explicitement à l’Algérie.
Il se focalise sur la vie de trois personnages : un étudiant désabusé, Modin Dofu ; sa petite amie Aimée Reitsch, une blanche américaine ; et Solo, un combattant issu d'une colonie portugaise d'Afrique. Modin est confronté à la froideur d'Aimée, symbolisant les valeurs occidentales, et trouve la mort dans les combats. Son assimilation apparaît comme un frein à l'indépendance.

### Aspiration à une renaissance africaine

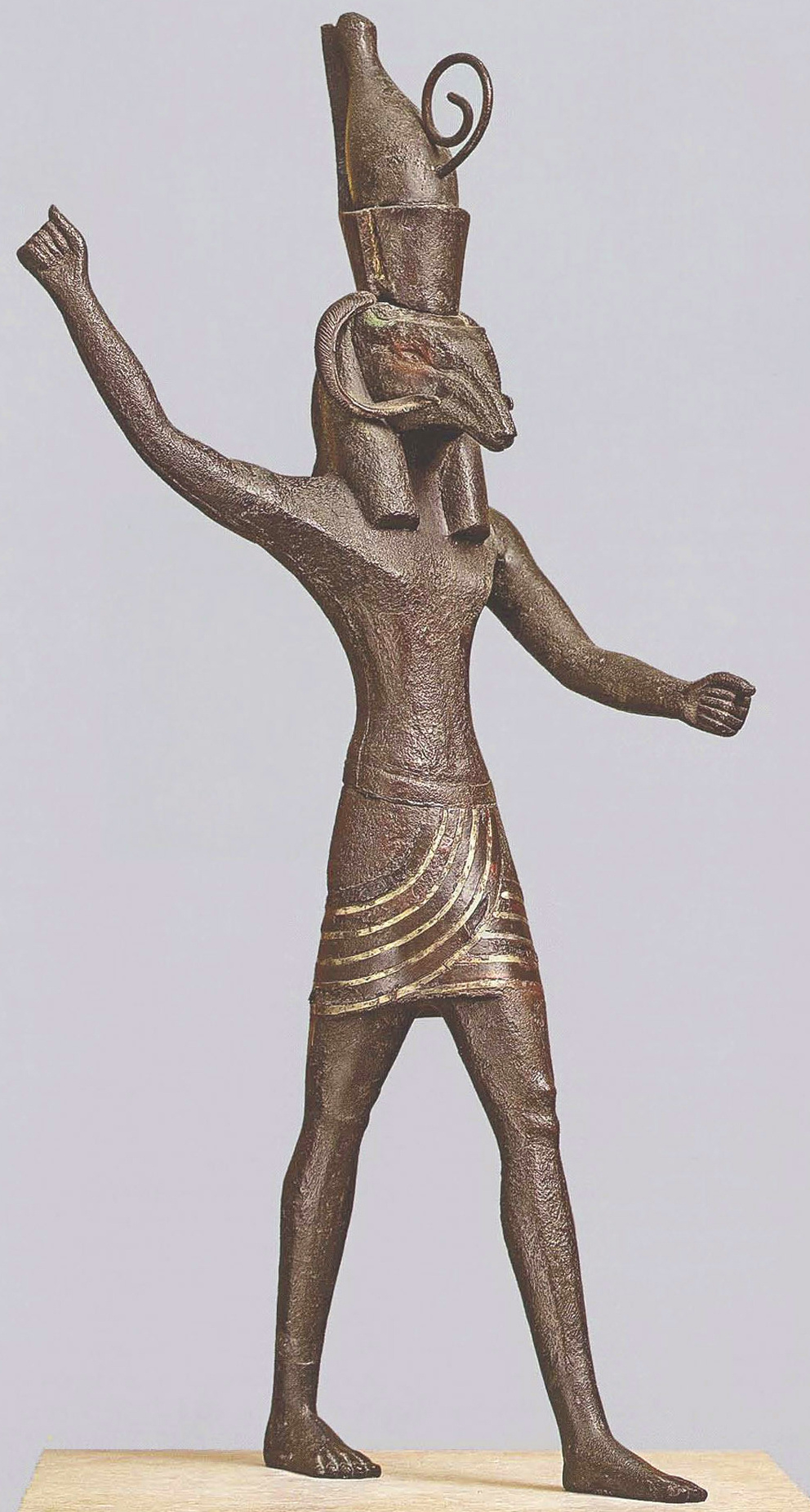
Statue de Seth. Le mythe de l'assassinat d'Osiris sert de trame narrative au 5e roman de l'écrivain

La traite transatlantique et l'esclavage sont au cœur de Two Thousand Seasons, paru en 1973, dans lequel une voix communautaire et pluraliste parle de l’histoire de l’Afrique, de ses saisons humides et sèches, depuis une période de mille ans. Les oppresseurs arabes et européens sont décrits comme des prédateurs, des destructeurs et des zombies. Le roman est écrit sur un ton allégorique et passe de détails autobiographiques et réalistes à une réflexion philosophique, prophétisant un nouvel âge,.
Publiant pour la première fois dans une maison d'édition est-africaine en 1979 avec The Healers, Armah mêle réalité et fiction en évoquant la chute de l'empire Ashanti. Les guérisseurs en question sont des praticiens de la médecine traditionnelle qui considèrent la fragmentation et l'égoïsme comme une maladie mortelle en Afrique, par différence avec les assoiffés de pouvoirs profitant des divisions.
Après une longue période sans écriture romanesque, l'écrivain sort Osiris Rising, dans lequel Ast, une universitaire afro-américaine, part en Afrique à la recherche d'un travail et d'une vie de couple. Elle s'éprend d'Asar, un professeur qui représente Osiris, et s'efforce de restaurer les valeurs morales ancestrales. Ce dernier est tué par le directeur adjoint de la sécurité Seth Soja, allusion explicite au dieu Seth, qui l'accuse de semer les graines de la révolution. Pourtant, Asar, ancien révolutionnaire désillusionné, rejette cette solution, incapable selon lui de construire une société juste, à la différence d'un éveil culturel reposant sur une éducation émancipatrice et radicale.
Dans KMT : the House of Life, Lindela, la narratrice, est en deuil d'un ami. Elle s'interroge sur le cours de la vie et, traduisant des hiéroglyphes apportés par des migrants égyptiens des siècles auparavant, essaie de comprendre comment le continent qui a vu naître une civilisation brillante s'est laissé gagné par la misère et s'interroge sur les conditions de son renouveau.
Prolongeant le thème d'un retour aux sources par le biais de l’Égypte antique, The Resolutionaries met en scène Nefert, interprète dans des conférences où les dirigeants africains se bornent à demander des solutions à leurs maîtres passés ou actuels. Entraînée dans un cercle de réflexion sur l'avenir du continent, elle découvre un moyen de connaissance longtemps passé sous silence pendant des siècles d'oppression.
Dans ses essais, Armah aborde l’identité et les défis de l’Afrique contemporaine. Au milieu des années 1960, il a appelé à l'adoption du kiswahili comme langue panafricaine.

### Afrocentrisme et émancipation
Le leitmotiv de la nécessité pour les Afro-Américains occidentalisés de se désaliéner par le biais de l'Antiquité égyptienne s'inspire des thèses de Cheikh Anta Diop. Outre le caractère controversé des thèses du théoricien sénégalais sur l'Égypte noire sur le plan historique, un certain manichéisme affleure dans la conception des rapports entre les Africains et les Occidentaux. Sans affecter la cohérence interne des romans, la perspective afrocentriste invite à faire abstraction d'une large partie de l'histoire africaine, en particulier de l'époque coloniale, ce qui est problématique pour la construction d'une identité culturelle.
La charge contre la bourgeoisie africaine corrompue telle qu'elle est visible dans Rising Osiris évoque également les idées de Frantz Fanon, engagé dans un combat anticolonial.

### Réception critique
Appartenant à la génération d'écrivains africains née après Chinua Achebe et Wole Soyinka, Ayi Kwei Armah est réputé
incarner une ère de désespoir intense. Ses débuts romanesques sont remarqués tant au Ghana qu'à l'étranger, et il devient vite perçu comme un écrivain majeur. Ses travaux ont provoqué également de vives réactions critiques. Two Thousand Seasons a ainsi été qualifié de terne, verbeux, produit d'une philosophie de la paranoïa ou d'un racisme antiraciste tandis que Soyinka affirme au contraire que la vision d'Armah vise à se libérer des philosophies empruntées dans une recherche d'une idéal unificateur et facteur d'harmonie pour une humanité distincte.

## Publications

### Romans
- The Beautyful Ones Are Not Yet Born, Londres, Heinemann Educational Books, 1968
  - Paru pour la 1re fois en français en 1976 chez Présence africaine, sous le titre L'âge d'or n'est pas pour demain
- Fragments, 1970, Heinemann African Writers Series, 1975,  (ISBN 978-0435901547)
- Why Are We So Blest?, New York : Doubleday, 1972
- Two Thousand Seasons, Londres, Heinemann, 1973
- The Healers, Heinemann, 1979
- Osiris Rising, Popenguine : Per Ankh Books, 1995
- KMT: the House of Life, 2002
- The Resolutionaries, Per Ankh, 2013.

### Jeunesse
- Hieroglyphics for Babies, Per Ankh, 2002 (avec Aboubacry Mousa Lam)

### Essais
- The Eloquence of the Scribes : A Memoir on the Sources and Resources of African Literature, Popenguine, Senegal: Per Ankh, 2006
- Remembering the Dismembered Continent, Per Ankh, 2010

### Ouvrages
- (en) Robert Fraser, The Novels of Ayi Kwei Armah : a study in polemical fiction, Londres, Heinemann, 1980, 113 p. (ISBN 0-435-91300-X)
- (en) Tommie L. Jackson, The Existential Fiction of Ayi Kwei Armah, Albert Camus, and Jean-Paul Sartre, Lanham, University Press of America, 1997, 174 p. (ISBN 0-7618-0376-9, présentation en ligne)
- (en) Leif Lorentzon, An African Focus : A Study of Ayi Kwei Armah's Narrative Africanization, Stockholm, Almqvist & Wiksell, 1998, 221 p. (ISBN 91-22-01768-2, présentation en ligne)
- (en) Ode Ogede, Ayi Kwei Armah, Radical Iconoclast : Pitting Imaginary Worlds Against the Actual, Ohio, Ohio University Press, 2000, 170 p. (ISBN 978-0-8214-1352-4, présentation en ligne)
- (en) Derek Wright, Ayi Kwei Armah's Africa : The Sources of His Fiction, Londres, Hans Zell Publishers, coll. « New perspectives on African literature » (no 1), 1989, IX-334 p. (ISBN 978-0-905450-95-7)
- (en) Derek Wright (dir.), Critical Perspective on Ayi Kwei Armah, Washington, Three Continents, 1992, 354 p. (ISBN 978-0-89410-641-5, présentation en ligne)
- Philip Whyte, L'imaginaire dans l'écriture d'Ayi Kwei Armah : l'évolution d'une forme, vol. I : À la recherche de la forme, Paris, Harmattan, 2003, 283 p. (ISBN 2-7475-4826-0)
- Philip Whyte, L'imaginaire dans l'écriture d'Ayi Kwei Armah : l'évolution d'une forme, vol. II : La Transition, Paris, Harmattan, 2005, 248 p. (ISBN 2-7475-9607-9)
- Philip Whyte, L'imaginaire dans l'écriture d'Ayi Kwei Armah : l'évolution d'une forme, vol. III : La Rupture, Paris, Harmattan, 2008, 154 p. (ISBN 978-2-296-06876-6)

### Articles
- (en) Samuel A. Dseagu, « Ayi Kwei Armah (1939–) », dans Siga Fatima Jagne et Pushpa Naidu Parekh (éd.), Postcolonial African Writers : A Bio-bibliographical Critical Sourcebook, Londres & Chicago, Fitzroy Dearborn, 1998, XXXII-525 p. (ISBN 1-579-58053-X)
- (en) Garry Gillard, « Narrative situation and ideology in five novels of Ayi Kwei Armah », Span: Journal of the South Pacific Association for Commonwealth Literature and Language Studies, no 33,‎ 1992 (lire en ligne, consulté le 3 mai 2019)